# Han Yuandi
Han Yuandi (chinesisch 汉元帝, Pinyin Hàn Yuándì; * 75 v. Chr.; † 33 v. Chr.) war ein chinesischer Kaiser der westlichen Han-Dynastie.
Im Jahr 49 v. Chr. bestieg Han Yuandi den chinesischen Thron. Er war mit  Wang Zhengjun verheiratet und sie hatten drei Kinder. Sein erstgeborener Sohn Han Chengdi folgte ihm nach seinem Tod auf den Thron.